# Seznam norveških hitrostnih drsalcev
Seznam norveških hitrostnih drsalcev.

## A
- Roald Aas
- Hjalmar Andersen

## B
- Ivar Ballangrud

## F
- Rolf Falk-Larssen
- Dag Fornæss

## G
- Øystein Grødum

## H
- Espen Aarnes Hvammen

## J
- Bjørg Eva Jensen
- Knut Johannesen

## K
- Johann Olav Koss

## M
- Fred Anton Maier
- Oscar Mathisen
- Per Ivar Moe

## N
- Laila Schou Nilsen
- Sondre Norheim

## P
- Axel Paulsen

## S
- Amund Sjøbrænd
- Ådne Søndrål
- Sten Stensen